# Elizbar Odikadze
Elizbar Odikadze (grúz nyelven:ელიზბარ ოდიკაძე) (Tbiliszi, 1989. június 14. –) grúz szabadfogású birkózó. A 2018-as birkózó-világbajnokságon a bronzmérkőzésig jutott 97 kg-os súlycsoportban, szabadfogásban. A 2015-ös Európai Játékokon szabadfogásban a 97 kg-os súlycsoportban ezüstérmet szerzett. Háromszoros Európa-bajnoki bronzérmes.

## Sportpályafutása
A 2018-as birkózó-világbajnokságon a 97 kg-osok súlycsoportjában megrendezett bronzmérkőzésen az üzbég Magomed Idrisovics  Ibrahimov volt az ellenfele.